# Norbert Schramm (Ornithologe)

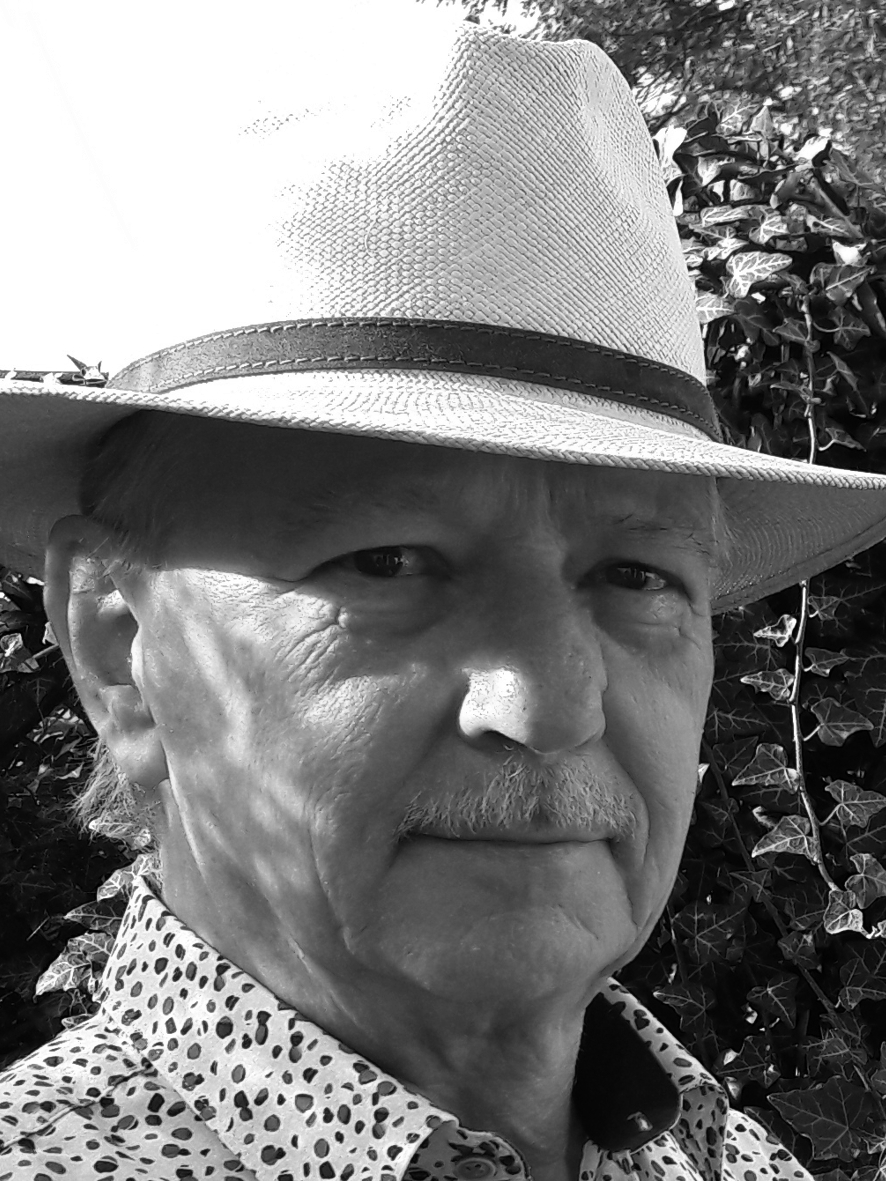
Norbert Schramm (2022)

Norbert Schramm (* 16. November 1953 in Berlin) ist ein deutscher Ornithologe, Vogelzüchter und Autor mehrerer Fachpublikationen sowie Mitglied im Deutschen Kanarien- und Vogelzüchterbund (DKB).

## Ehrenamt und Vereinsleben
Schramm ist seit 1974 Mitglied im ältesten fortlaufend existierenden ehrenamtlichen Verein Dresdens, dem „Dresdner Kanarienzüchter 1880 und Exotenzüchter e.V.“. Dort verfasste er 1988 ein erstes Lehrheft für den Verband der Kleingärtner, Siedler und Kleintierzüchter über domestizierte Kanarienvögel mit dem Titel Farbenkanarien. Er war dort von 1987 bis 2001 als Vorsitzender ehrenamtlich tätig und ist heute Ehrenvorsitzender des Vereins.
Er ist im Jahr der Deutschen Wiedervereinigung Mitbegründer des 1990 gegründeten „Sächsischen Kanarien- und Vogelzüchter-Verbandes e.V. (SKV)“ der am 5. Januar 1991 als Landesverband 30 in den „Deutschen Kanarien- und Vogelzüchter-Bund e.V. (DKB)“ aufgenommen wurde. Von der Verbandsgründung bis 2000 war er stellvertretender Vorsitzender und Geschäftsführer und von 2000 bis 2011 Präsident dieses Landesverbandes. 2011 wurde er zum SKV-Ehrenmitglied ernannt. Zur Vorstandswahl am 27. März 2011 legte Schramm seine Ämter im SKV nieder, die er teilweise seit 20 Jahren innehatte.
Von 1983 bis 1985 absolvierte er in der DDR die Ausbildung als Zuchtrichter für Farben- und Positurkanarien und Finkenhybriden. Seine Ausbilder waren die zu ihrer Zeit bekannten Ornithologen wie Oskar Bähr und Dr. Lothar Verch, die beide Scholare von Julius Henniger waren. Seinen Prüfungsaufsatz veröffentlichte er als sein erstes Werk „Farbenkanarien“ als Lehrheft des VKSK.
Im Oktober 1990 wurde seine Ausbildung von der Vereinigung für Artenschutz, Vogelhaltung und Vogelzucht (AZ) anerkannt und er ist seitdem Zuchtrichter für Farben- und Positurkanarien dieses bundesweiten Vereins.
Im Dezember 1992 erfolgte eine Anerkennung als Preisrichter vom DKB. Es folgten Ausbildungen zur Bewertung von Cardueliden, Finkenhybriden und europäische Vögel (MCE). Von 2017 bis 2022 war er Mitglied der Technischen Kommission für Standardfragen des DKB.
Aktuell züchtet Schramm Farbenkanarien in Isabell Gelb und Satinet Gelb, Positurkanarien Lancashire, sowie Gouldamadinen und Kapuzenzeisige.

## Auszeichnungen
- 2016 Goldene DKB-Preisrichternadel
- 2017 Klaus-Speicher-Preis
- 2021 Goldene DKB-Ehrennadel
- 2022 DKB-Preisrichter-Ehrenmitglied

## Publikationen (Auswahl)
Norbert Schramm publiziert in mehreren deutschsprachigen Fachzeitschriften wie dem „Der Vogelfreund“ oder der „AZ-Vogelinfo“. Seine Publikation umfasst ein mehrteiliges Kompendium über die Haltung und Zucht von Kanarienvögeln. Einige seiner Werke über Kanarienvögel wurden auch in Englisch, Dänisch  und Niederländisch übersetzt und fanden Eingang in ausländischen Fachzeitschriften.
Die seit 1902 in England mehrmals im Monat erscheinende Cage & Aviary Birds veröffentlichte 2023 eine Rezension über den dritten übersetzten Band, in der „allein dieser Band – und das gesamte Kompendium der drei Bände – im 21. Jahrhundert als ein Text von gleicher Bedeutung anerkannt werden wird, wie es die Arbeit von Blakston und Robson im 19. und frühen 20. Jahrhundert waren.“
- Die Farbenkanarien. Books on Demand GmbH, Norderstedt 2009, ISBN 978-3-8370-6871-9.
- Farbenkompass für Kanarien. epubli GmbH, Berlin 2014, ISBN 978-3-7375-3737-7.
- Kompendium - Kanarien, Band 1 – Historie, Haltung, Krankheiten, Zucht, Gesangskanarien. Books on Demand GmbH, Norderstedt 2017, ISBN 978-3-7412-8127-3.
- Kompendium - Kanarien, Band 2 – Genetik Gefiederfärbung Farbenkanarien Mischlinge. Books on Demand GmbH, Norderstedt 2017, ISBN 978-3-7448-7412-0.
- Kompendium - Kanarien, Band 3 – Positurkanarienvögel aus aller Welt. Books on Demand GmbH, Norderstedt 2021, ISBN 978-3-7557-3562-5.
- Compendium - Canaries, Volume 1 – History, Keeping, Diseasis, Breeding, Song Canaries. Books on Demand GmbH, Norderstedt 2022, ISBN 978-3-7557-0096-8.
- Compendium - Canaries, Volume 2 – Genetics, Plumage colouring, Colour canaries, Hybrids. Books on Demand GmbH, Norderstedt 2022, ISBN 978-3-7562-1828-8.
- Compendium - Canaries, Volume 3 – Posture canaries from around the world. Books on Demand GmbH, Norderstedt 2023, ISBN 978-3-7568-4030-4.